# Chris Atkinson
Chris Atkinson, född 30 november 1979 i Australien, är en australisk före detta professionell rallyförare. Han deltog i Rally-VM för Subaru mellan 2004 och 2008 samt för Citroëns juniorlag i en tävling 2009.
Atkinson gjorde sin VM-debut 2004 i Nya Zeeland och blev ordinarie i mästerskapet för Subaru 2005, där han blev trea i Japan, och sammanlagd tolva i mästerskapet. 2006 blev han tia i mästerskapet, efter att inte ha uppvecklats som Subaru ville, och han fick order om att förbättra sig under 2007 för att behålla jobbet, vilket han gjorde, då han slutade på en sammanlagd sjundeplats i mästerskapet. 2008 blev Atkinson femma efter att ha överglänst sin teamkamrat och 2003 års världsmästare Petter Solberg. Han tog då två andraplatser, och tre tredjeplatser under säsongen, innan Subaru drog sig ur Rally-VM. Atkinson skrev då på för Citroëns juniorteam, och blev femma i sitt första och enda lopp med dem.